# 猶存社
猶存社 / 猶存会（ゆうぞんしゃ / ゆうぞんかい）は、1919年8月1日に国家主義者の大川周明や満川亀太郎らが中心となって結成した、天皇制のもとでの国家社会主義を謳い、国家改造を目的とする最初の国家社会主義系右翼団体・国家主義団体・革新派右翼団体である。
急進的国家主義団体の老壮会を母体とする。社名は陶淵明の詩「雖三径就荒松菊猶存」にちなむ。

## 歴史

### 前史
大川・満川らは1918年秋に設立されていた老壮会の中心メンバーだった。当団体には堺利彦などの左翼から高畠素之などの国家社会主義者、大川・満川などの大アジア主義者・国家主義者まで左右を問わず多方面の社会運動家が参加しており、猶存社はそこから右翼的な革新を目指す行動団体として派生することとなる。設立の背景として、対外的には1917年に起きたロシア革命、対内的には米騒動などの社会的な変動があった。
ちょうどそのころ、のちに青年将校らのバイブルとなった『国家改造案原理大綱』（1923年に『日本改造法案大綱』へと改題される）を書き終えていた北が大川に招かれて上海から帰国。北を迎えた猶存社は本格的な国家改造運動の拠点として活動を始めたのである。

### 北参画後
北の『日本改造法案大綱』を行動要綱、「日本帝国の改造とアジア民族の解放」を中心スローガンとし、「革命日本の建設、日本国家の合理的組織、民族解放運動、道義的対外政策の遂行、改造運動の連絡」などの綱領を掲げる。
1920年9月には、機関誌『雄叫』を発行。皇太子裕仁親王の渡欧阻止や宮中某重大事件で活動し、安田善次郎・原敬らの暗殺事件にも思想的な影響を与えたといわれている。
また同人による学生運動の指導により、日の会（東京帝国大学）・猶興学会(京都帝国大学)・東光会（第五高等学校）・光の会（慶應義塾大学）・烽の会（札幌農学校）・潮の会（早稲田大学）・魂の会（東洋協会大学）などの団体が生まれた。このうち日の会は森戸事件を契機として上杉慎吉の指導を受けていた興国同志会が、猶存社同人の鹿子木員信と大川周明の支援を受けて分裂、岸信介らが結成したものである。
天皇観の相違やヨッフェ来日問題をめぐって、北と大川との対立が激しくなり、1923年3月に猶存社は解散した。その後、1925年に大川は、満川、安岡正篤らと行地社を結成する。一方、北の影響を受けた清水行之助は大化会や大行社を結成し、岩田富美夫は大化会の会長として活動した。

## 綱領
- 革命日本の建設[3][5]
- 日本国民の思想的充実[14]
- 日本国家の合理的組織[3][5]
- 民族解放運動[3][5]
- 道義的対外政策の遂行[3][5]
- 改造運動の連結[3]
- 戦闘的同志の精神的鍛錬[14]

## 猶存社の「三尊」
満川亀太郎、北一輝、大川周明は、猶存社の中心人物として「三尊」または「三位一体」と称された。

## 主な同人
- 沼波瓊音[16]
- 鹿子木員信[17]
- 嶋野三郎[要出典]
- 笠木良明[17]
- 皆川豊治[要出典]
- 中野琥逸[要出典]
- 綾川武治[17]
- 西田税[17]
- 安岡正篤[17]
- 清水行之助[17]
- 岩田富美夫[17]
- 山田丑太郎[17]
- 平賀磯次郎[17]
- 何盛三[17]
- 松延繁次[17]
- 金内良輔[17]
- 清藤幸七郎[要出典]
- 西川光次郎[要出典]
- 宮崎民蔵[要出典]
- 渥美勝[要出典]
- 中谷武世[18]
- 高村光次[17]